# Хромовая смесь

Фильтр Шотта, залитый хромовой смесью

Хромовая смесь — смесь концентрированной серной кислоты и дихромата калия; при действии серной кислоты на бихромат образуется хромовый ангидрид CrO3.
Хромовая смесь является одним из сильнейших окислителей. Широко используется в лабораторной технике для мытья стеклянной химической посуды, а также применяется в отбеливающем процессе обращаемой фотографии.

## Состав и приготовление хромовой смеси
Существует много рецептур этого распространённого лабораторного препарата.
- Состав 1:

Дихромат калия — 60 г
Концентрированная серная кислота — 80 мл
Вода — 270 мл
- Состав 2:

Дихромат калия — 15 г
Концентрированная серная кислота — 500 мл
- Состав 3:

Дихромат калия — 50 г
Концентрированная серная кислота — 1 л
- Состав 4:

Дихромат калия — 10 г
Концентрированная серная кислота — 100 мл
Вода — 10-20 мл (если при приготовлении хромпика было добавлено много воды, то из раствора выпадает оранжевый осадок, чтобы его растворить необходимо добавить дополнительное количество серной кислоты)
- Состав 5 (по ГОСТ 4517-2016):

Дихромат калия — 9,20 г
Концентрированная серная кислота — 100 мл
Для приготовления смеси хромовой (раствор бихромата калия с массовой долей 5 % в серной кислоте), бихромат калия, растертый в порошок, помещают в фарфоровую чашку, прибавляют 100 см3 концентрированной серной кислоты и нагревают на кипящей водяной бане, помешивая стеклянной палочкой до полного растворения бихромата калия. Хромовую смесь хранят в посуде со стеклянной пробкой. Смесь пригодна до тех пор, пока она не приобретет зеленый цвет.
Для приготовления хромовой смеси растворяют в тёплой воде дихромат калия, раствор охлаждают, и затем осторожно при перемешивании добавляют серную кислоту (добавлять кислоту в водный раствор дихромата, но не наоборот!). Смесь сильно нагревается, а раствор приобретает тёмно-коричневый цвет.
Стеклянную посуду выдерживают в хромовой смеси несколько минут, при необходимости — пару дней, а затем тщательно промывают в проточной воде. На хорошо обезжиренном стекле вода растекается тонким слоем, не собираясь в капли.
В результате протекающих реакций окисления органических веществ хромовый ангидрид восстанавливается до сульфата хрома(III), в результате чего использованная хромовая смесь постепенно изменяет цвет на зелёный.